# Observatorio Aragonés de la Sociedad de la Información
El Observatorio Aragonés de la Sociedad de la Información (OASI) es un instrumento de información y divulgación del impacto de las nuevas tecnologías en Aragón, su uso y evolución. Surge como fruto de la colaboración de la Dirección General de Tecnologías para la Sociedad de la Información del Gobierno de Aragón (España) y la Universidad de Zaragoza. 
Entre sus objetivos, el OASI pretende además: 
- Divulgar el potencial de las TIC en el territorio aragonés mediante elementos que visualicen la evolución de la Sociedad de la Información en Aragón.
- Atraer opiniones y establecer sinergias en torno al estudio y evolución de las TIC en Aragón.

## Un poco de Historia
- El OASI surge en el año 2004 y se ubica en el Parque Tecnológico Walqa, en Huesca.  Un grupo de investigadores del Laboratorio Avanzado sobre Aplicaciones Jurídicas y Empresarial en la Sociedad de la Información (Labje) de la Universidad de Zaragoza, colabora con la entonces Dirección General de Tecnologías para la Sociedad de la Información, en la puesta en marcha el Observatorio, realizándose los primeros estudios sobre la Sociedad de la Información en Aragón.
- Durante los años 2005 y 2006, el OASI participa además en el proyecto Interreg IIIb "eAtlas Sudoe: una red de observatorios para la Sociedad de la Información", junto a universidades e instituciones de España, Francia y Portugal.
- En el año 2010 el OASI se traslada a Zaragoza y es gestionado desde la Fundación ARAID.
- En 2011 el OASI pone en marcha la publicación del Dossier de Indicadores de Telecomunicaciones y Sociedad de la Información en Aragón, en el que se recopilan y sintetizan la evolución de los principales indicadores TIC en Aragón.
- Desde el año 2012 el OASI es gestionado por la Dirección General de Nuevas Tecnologías, y a través de él se difunden las actuaciones que el Gobierno de Aragón pone a disposición de la ciudadanía, de las empresas e instituciones y, en general, de toda la sociedad aragonesa, en torno a la Sociedad de la Información.
- En el año 2014, los estudios de hogares y empresas, se realizan a partir de la sobremuestra de la encuestas TICCE y TICH del INE, gracias a la firma de un convenio de colaboración con el INE y el IAEST.
- En 2014 el OASI cumplió 10 años desde su puesta en marcha, celebración que se plasmó en el Informe "10 años de la Sociedad de la Información en Aragón (2004-2014)", presentado en la Jornada (enlace roto disponible en Internet Archive; véase el historial, la primera versión y la última). desarrollada el 11 de noviembre de 2014 en CaixaForum Zaragoza.

## Actividades
Además de análisis y estudios sobre la Sociedad de la Información en Aragón, uno de los eventos más destacados, puestos en marcha desde el OASI, es la Feria de Tiendas Virtuales, que se lleva a cabo en el Parque Tecnológico Walqa desde 2006, con el objetivo de fomentar el comercio electrónico en Aragón.

## Situación
Edificio Pignatelli. Paseo María Agustín 36, puerta 30, planta 1ª. 50071 Zaragoza